# Gonomyia (Leiponeura) incompleta
Gonomyia (Leiponeura) incompleta is een tweevleugelige uit de familie steltmuggen (Limoniidae). De soort komt voor in het Palearctisch en Oriëntaals gebied.